# Benjamin Sadler

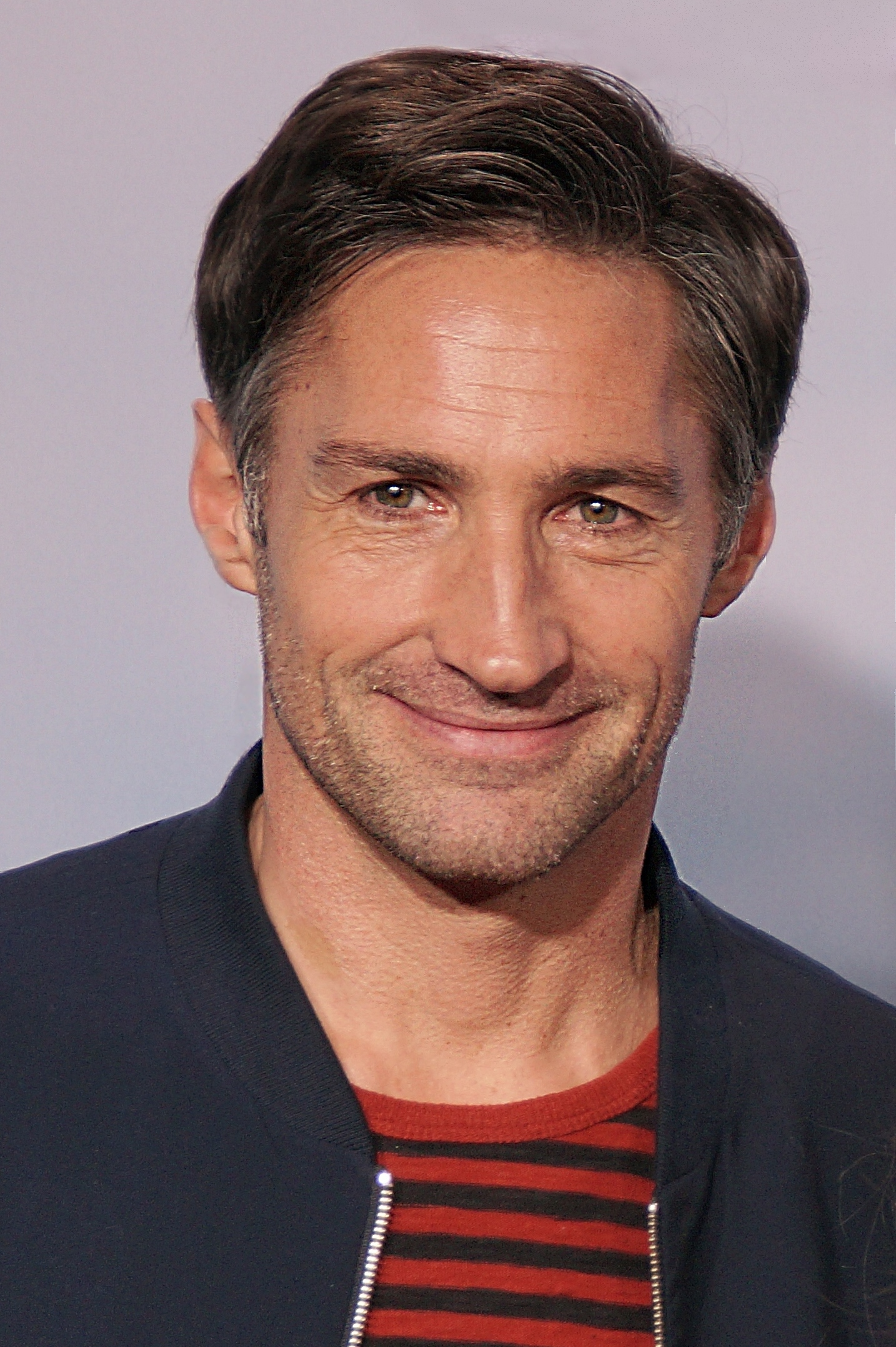
Benjamin Sadler (2017)

Benjamin Sadler (eigentlich Benjamin Klimaschewski, * 12. Februar 1971 in Toronto, Kanada) ist ein deutscher Schauspieler.

## Leben
Der Sohn des deutschen Graphikers Baldur Klimaschewski und der britischen Lehrerin Jill Klimaschewski verbrachte die ersten fünf Jahre seines Lebens in Kanada. 1976 zog er mit seinen Eltern nach Deutschland. Sein Studium absolvierte er an der Royal Academy of Dramatic Art in London. Seine Schauspielkarriere begann 1994 in der Fernsehserie Drei zum Verlieben, in der er in elf Folgen als Robert Holler zu sehen war; daran schlossen sich Auftritte in bekannten Krimiserien wie Faust, SK-Babies und Wolffs Revier an. Im Jahr 1997 wirkte Sadler als Schreibpoolmitarbeiter Stefan Ahlbaum in 21 Folgen der Fernsehserie girl friends – Freundschaft mit Herz mit.
Auch in Kinofilmen übernahm er Rollen, wie zum Beispiel 2001 in der deutsch-italienischen Co-Produktion Maria Magdalena, wo er als Johannes der Täufer an der Seite von Maria Grazia Cucinotta und Danny Quinn zu sehen war. 2002 wirkte Sadler in zwei weiteren Verfilmungen mit, die religiöse Themen beinhalteten. In dem Drama Die Bibel – Die Apokalypse stand er gemeinsam mit Richard Harris und Christian Kohlund vor der Kamera und in der deutsch-britischen Koproduktion Luther mit Joseph Fiennes, Peter Ustinov und weiteren Stars des europäischen Films. In dem Historienfilm Augustus – Mein Vater der Kaiser mimte er die junge Version der von Peter O’Toole verkörperten Titelfigur des Augustus.
Zudem wirkte er seit 1998 als Junker Friedrich von Kuhlbanz in zwei Filmen der Kinderserie aus der Spuk-Reihe mit, nämlich Spuk aus der Gruft und Spuk im Reich der Schatten der Spuk-Trilogie von Günter Meyer.
2006 war Sadler in dem Anti-Kriegsfilm Dresden als Arzt und Verlobter der von Felicitas Woll verkörperten Krankenschwester Anna Mauth zu sehen. Der Film über die Luftangriffe auf Dresden im Februar 1945 wurde mit mehreren deutschen Filmpreisen ausgezeichnet. Im selben Jahr wirkte Sadler auch in dem Katastrophenfilm Der Untergang der Pamir von Kaspar Heidelbach mit, mit dem er bereits 2003 in dem zweiteiligen Historienfilm Das Wunder von Lengede zusammengearbeitet hatte.
Im November 2007 lief der ARD-Zweiteiler Contergan, in dem Sadler als betroffener Vater und Schadensersatz einklagender Rechtsanwalt besetzt war. Anschließend nahm er auch an einer Diskussion innerhalb der politischen Talkshow hart aber fair in der ARD teil, bei der das Thema kontrovers diskutiert wurde. Für seine Darstellung in diesem Film wurde Sadler bei der Bambi-Verleihung 2007 ebenso wie seine Kolleginnen Katharina Wackernagel und Denise Marko mit dem Sonderpreis der Jury ausgezeichnet.
Im Januar 2008 war Sadler in der historischen Fernseh-Miniserie Krieg und Frieden in der Rolle des Offiziers Fjodor Dolochow zu sehen. Im selben Jahr spielte er neben Bettina Zimmermann in dem RTL-Abenteuerfilm Die Jagd nach dem Schatz der Nibelungen einen Archäologen. 2009 war er als Alfried Krupp von Bohlen und Halbach in der Verfilmung der Familienchronik Krupp – Eine deutsche Familie im ZDF zu sehen. Ab 2011 war er in vier Folgen der Fernsehreihe Tatort als Jan Liebermann, der Mann, in den sich die von Maria Furtwängler gespielte Kommissarin Charlotte Lindholm verliebt. In dem 2012 ausgestrahlten internationalen Thriller Passion von Brian De Palma verkörperte Sadler einen Staatsanwalt. In einer Folge der von Oliver Berben produzierten Krimireihe Schuld nach Ferdinand von Schirach spielte er 2015 mit. In dem 2017 erschienenen Kinderfilm Wendy – Der Film, der auf der Pferdezeitschrift Wendy basiert, spielte er den Vater der Hauptfigur. In dem vom Deutschen Filmförderfonds unterstützten Thriller Luna von 2017 spielte er eine der Hauptrollen.
Benjamin Sadler war bis 2008 mit der Schauspielerin Isabella Parkinson liiert, mit der er eine Tochter hat. Er lebt in Berlin.

## Filmografie (Auswahl)
- 1994: Drei zum Verlieben (Fernsehserie, 11 Folgen)
- 1994: Alle lieben Julia (Fernsehserie)
- 1994: Faust (Fernsehreihe, Folge Nachtwache)
- 1996: SK Babies (Fernsehserie, Folge Killerinstinkt)
- 1996: Tatort: Fetischzauber (Fernsehreihe)
- 1996+1999: Wolffs Revier (Fernsehserie, 2 Folgen Du sollst nicht töten & Eine Mordsshow)
- 1996–1997: girl friends – Freundschaft mit Herz (Fernsehserie, 21 Folgen)
- 1997: Rosamunde Pilcher – Stunden der Entscheidung
- 1997: Nackt im Cabrio
- 1998: First Love – Die große Liebe
- 1998: Spuk aus der Gruft
- 1998: Verführt – Eine gefährliche Affäre
- 1999: Lexx – The Dark Zone (Fernsehserie, Folge Stans Prozess)
- 2000: Die Abzocker – Eine eiskalte Affäre (The Hustle)
- 2000: Das Tattoo – Tödliche Zeichen
- 2000: Spuk im Reich der Schatten
- 2000: Maria Magdalena (Maria Maddalena)
- 2001: Antonia – Zwischen Liebe und Macht
- 2002: Die Bibel – Apokalypse (San Giovanni - L'apocalisse)
- 2002: Spuk am Tor der Zeit
- 2003: Jonathans Liebe
- 2003: Das Wunder von Lengede
- 2003: Mein Vater, der Kaiser
- 2003: Luther
- 2003: Nur Anfänger heiraten
- 2004: Italiener und andere Süßigkeiten
- 2004: Sehnsucht nach Liebe[2]
- 2005: Bettgeflüster & Babyglück
- 2005: Dresden
- 2005: Ein starkes Team – Ihr letzter Kunde
- 2006: Der Untergang der Pamir
- 2007: Krieg und Frieden
- 2007: Annas Albtraum kurz nach 6
- 2007: Hotel Meina
- 2007: Contergan
- 2007: Caravaggio
- 2008: Die Jagd nach dem Schatz der Nibelungen
- 2008: Augenzeugin
- 2009: Auftrag Schutzengel
- 2009: Krupp – Eine deutsche Familie (Mini-Serie)
- 2009: Last Impact – Der Einschlag (Impact)
- 2009: Mitten im Sturm
- 2010: Liebe deinen Feind
- 2010: Mörderischer Besuch
- 2011: Wer wenn nicht wir
- 2011: Rosa Roth (Fernsehserie, Folge Bin ich tot?)
- 2011: Das Mädchen auf dem Meeresgrund
- 2011–2012: Tatort – Charlotte Lindholm
  - 2011: Mord in der ersten Liga
  - 2011: Schwarze Tiger, weiße Löwen
  - 2012: Wegwerfmädchen
  - 2012: Das goldene Band
- 2012: München 72 – Das Attentat
- 2012: Passion
- 2012: Der deutsche Freund
- 2012: Rommel (Fernsehfilm)
- 2012: Anleitung zum Unglücklichsein
- 2013: Der Tote im Eis
- 2013: Anna Karenina (TV-Serie, zwei Folgen)
- 2013: Das Jerusalem-Syndrom (Fernsehfilm)
- 2014: Alles muss raus – Eine Familie rechnet ab (Fernsehzweiteiler)
- 2014: Zwischen den Zeiten (Fernsehfilm)
- 2014: Das Lächeln der Frauen (Fernsehfilm)
- 2014: Sein Name war Franziskus
- 2014: Tag der Wahrheit
- 2015: Schuld nach Ferdinand von Schirach (Fernsehserie, Folge Ausgleich)
- 2015: Die Wallensteins (Fernsehserie) – Dresdner Dämonen
- 2015: Ein Atem
- 2015: Das Dorf der Mörder
- 2016: Das Programm (Fernsehfilm)
- 2016: Letzte Spur Berlin (Fernsehserie, Folge Vertrauter Feind)
- 2017: Wendy – Der Film
- 2017: Spuren des Bösen – Begierde
- 2017: Der Gutachter – Ein Mord zu viel
- 2017: Luna
- 2017: Tödliche Geheimnisse – Jagd in Kapstadt (Fernsehreihe)
- 2018: Mord auf Vis – Der Kroatien-Krimi
- 2018: Wendy 2 – Freundschaft für immer
- 2018: Wir sind doch Schwestern
- 2018: Jenseits der Angst
- 2019: Duisburg – Linea di sangue
- 2019: Tatort: Das Nest
- 2019: Ein verhängnisvoller Plan
- 2019: Charlotte Link – Im Tal des Fuchses (Fernsehfilm)
- 2020: Eine harte Tour (Fernsehfilm)
- 2020: Schatten der Mörder – Shadowplay (Fernsehserie)
- 2020: Pohlmann und die Zeit der Wünsche
- 2021: Tribes of Europa (Fernsehserie)
- 2021: Furia (Fernsehserie)
- 2021: Leben über Kreuz (Fernsehfilm)
- 2021: Das Weiße Haus am Rhein (Fernsehzweiteiler)
- 2022: Das Netz – Prometheus (Fernsehserie)
- 2024: Der Palast (Fernsehserie)
- 2025: Ohne jede Spur – Der Fall der Nathalie B. (Fernsehfilm)

## Hörspiele
- 2013: Irmtraud Morgner: Hochzeit in Konstantinopel – Regie: Barbara Plensat (Hörspiel – RBB)